# Waldirene
Waldirene Fraraccio (São Paulo, 24 de novembro de 1948) é uma cantora brasileira que integrou a Jovem Guarda, na década de 1960. 

## Biografia
Waldirene começou a cantar em 1966, em carreira-solo em clubes. Apresentou-se no Programa Sílvio Santos, onde ficou conhecida. 
Fez muito sucesso com a música Garota do Roberto e gravou discos no Brasil e na Argentina, vendendo um milhão de cópias [carece de fontes?]. Ganhou alguns dos principais prêmios da época, além de participar de vários programas de televisão.
Foi vencedora do Festival de Viña del Mar, no Chile, em 1990 
Foi uma das cantoras mais ativas nas comemorações de 30 anos da Jovem Guarda. Em 2004 participou também do programa Jovem Guarda para sempre, no Canecão.

## Discografia
- Eu te amo tu me amas[2], em 1966
- Garota do Roberto[nota 1], 1967
- Tempestade em copo d'água, 1967
- Eu gosto demais de você, 1967
- Eu preciso de carinho[nota 2], 1968
- Trem Fantasma, 1971
- Sou rebelde, 1972
- Meu velho vô, 1975
- Canta menino, 1982

Participou também em diversos trabalhos coletivos, apresentando suas composições mais conhecidas.